# Зловісний бар'єр

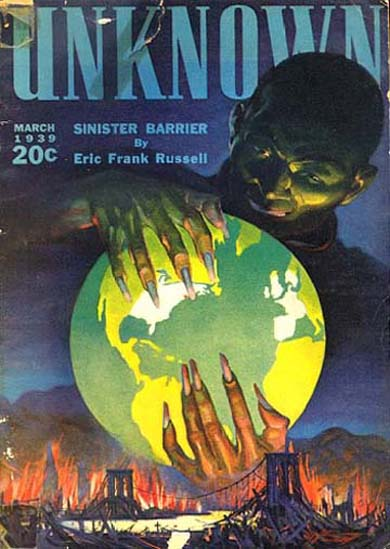
Роман «Sinister Barrier» став історією для обкладинки журналу «Unknown» № 1 (1939-03)

Зловісний бар'єр (англ. Sinister Barrier) — науково-фантастичний роман англійського письменника Еріка Френка Рассела. Роман вперше з'явився у журналі «Unknown» 1939 року і став першим романом, опублікованим на його сторінках. Уперше роман вийшов у книжковій формі в 1943 році видавництвом The World's Work, Ltd.. Рассел переробив і доповнив книгу для першого американського видання, опублікованого Fantasy Press у 1948 році. Більшість наступних видань базувалися на версії Fantasy Press.

## Основна ідея
Рассел використав ідеї Чарльза Форте, якого він описав як «щось на зразок Пітера Пена науки», включивши багато з його відкриттів у свою історію. Зокрема, він розвинув думку про те, що люди є власністю істот, які мають вищий рівень еволюції й живуть у світі, який ми не можемо бачити. Ці невидимі істоти нематеріальні: вони складаються з енергії, і Рассел порівнює їх з кулями блискавки. Як ми можемо сподіватися повстати проти таких істот? Саме це і є суттю історії.

## Сюжет
«Швидка смерть чекає на першу корову, яка поведе бунт проти доїння», — писав шведський професор Педер Бйорнсен незадовго до того, як помер від серцевого нападу в травні 2015 року. Білл Грем, розслідуючи смерть двох вчених, яких фінансувала його агенція, виявляє, що понад десяток вчених, які знали один одного, нещодавно померли — або від серцевого нападу, або від самогубства після проявів безумства. За допомогою лейтенанта поліції Арта Воля, Грем шукає інших вчених, які знали цих людей, і виявляє, що вони теж помирають. Нарешті, він зустрічає вченого, який пояснює, що відбувається.
Професор Бйорнсен відкрив спосіб розширити людський зір у дальній інфрачервоний спектр і виявив, що світ заселений сферами шириною в метр, які в його новому баченні виглядають блідо-блакитними. Ці сфери, яких він назвав Вітонами, є розумними та мають слабкі телепатичні здібності (вони можуть читати думки людей, якщо знаходяться досить близько). Вітони харчуються електрохімічною енергією людських емоцій. Якщо Вітон висмоктує занадто багато енергії з нервової системи людини, це спричиняє смертельний серцевий напад. Саме так Вітони вбивали вчених, щоб запобігти тому, щоб людство дізналося про їх існування.
Ці знання, включно з формулою професора Бйорнсена, швидко поширюються по всьому світу. Вітони реагують, провокуючи всесвітню війну. Вони насолоджуються масовим сплеском емоцій, щоб знову встановити контроль над своїм «стадом». Грем і Воль, переслідувані парою Вітонів, у лікарні виявляють, що примарні вампіри уникають машини, яка випромінює короткохвильову радіоенергію.
Завдяки цій інформації дослідники по всьому світу намагаються знайти форму радіопередачі, яка вбиватиме Вітонів. Грем продовжує шукати підказки, отримуючи їх від людей, яких вбивають Вітони. Зрештою, він отримує необхідну інформацію, і гармата, схожа на зенітну установку, будується і тестується. Грем знищує десятки Вітонів, перш ніж гармата виходить з ладу, і він сам ледь не гине. Вся інформація про зброю широко розповсюджена, і більше гармат будується та вводиться в експлуатацію. Бачачи знищення Вітонів, люди витвережуються, і війна поступово згасає. Залишається величезний безлад, який потрібно прибирати, і багато Вітонів, яких треба знищити, але людство переможе.

## Назва
На сторінці 63 видання Paperback Library 1966 року Рассел вкладав в уста одного зі своїх персонажів такі слова:
«Шкала електромагнітних коливань простягається на шістдесят октав, з яких людське око бачить лише одну. По той бік цього зловісного бар'єра наших обмежень, поза цим бідним, неефективним діапазоном зору, невидимо керуючи кожним із нас від колиски до могили, хижо паразитуючи на нас так само безжально, як будь-який паразит, — це наші злісні, всемогутні володарі й господарі — істоти, які насправді володіють Землею!»

## Відгуки
Флетчер Претт, пишучи для The New York Times, вважав «Зловісний бар'єр» звичайною пригодницькою історією з науковим фоном, яка розвивається занадто швидко, щоб дозволити комусь уважно розглянути структуру". Рецензент «Astounding» П. Шайлер Міллер похвалив роман як «швидко розвивається пригодою, в якій удар йде за ударом від початку до кінця». Міллер зазначив, що Рассел більш ефективно використав ідеї Чарльза Форте, ніж майже будь-який інший автор. В книзі Astounding: John W. Campbell, Isaac Asimov, Robert A. Heinlein, L. Ron Hubbard, and the Golden Age of Science Fiction автор Алек Невала-Лі зазначає, що цей роман «заслуговує на місце серед найкращих науково-фантастичних романів усіх часів».
Дейвід Ленгфорд у журналі White Dwarf № 76, заявив, що «наукова фантастика, заснована на нетрадиційних спекуляціях Чарльза Форте. „Я думаю, що ми є власністю“, сказав Форт. Рассел переклав це на злісних енергетичних істот, які пасуть нас, як овець, і описав наслідки, коли ці факти стали відомими. Болісно застарілий твір, але обов'язковий для колекціонерів».
Південнокорейський письменник Джуна зазначив, що цей роман суттєво вплинув на нього в молодості, одночасно вказуючи, що «він погано постарів, і його особливо критикують за расистське зображення азіатів».